# Filmfare Award per il miglior attore
Il Filmfare Award per il miglior attore viene assegnato dalla rivista Filmfare come parte dell'annuale premiazione dei Filmfare Awards, dedicati al cinema indiano. La seguente lista mostra i registi vincitori e nominati di ogni anno.
- 1954
  - Dilip Kumar - Daag
- 1955
  - Bharat Bhushan - Chaitanya Mahaprabhu
- 1956
  - Dilip Kumar - Azaad
  - Bharat Bhushan - Mirza Ghalib
  - Dev Anand - Munimji
- 1957
  - Dilip Kumar - Devdas
  - Raj Kapoor - All'erta (Jagte Raho)
- 1958
  - Dilip Kumar - Naya Daur
- 1959
  - Dev Anand - Kala Pani
  - Dilip Kumar - Madhumati
  - Raj Kapoor - Phir Subha Hogi
- 1960
  - Raj Kapoor - Anari
  - Dev Anand - Love Marriage
  - Dilip Kumar - Paigham
- 1961
  - Dilip Kumar - Kohinoor
  - Dev Anand - Kala Bazar
  - Raj Kapoor - Chhalia
- 1962
  - Raj Kapoor - Jis Desh Men Ganga Behti Hai
  - Dev Anand - Hum Dono
  - Dilip Kumar - Ganga Jamuna
- 1963
  - Ashok Kumar - Rakhi
  - Guru Dutt - Sahib Bibi Aur Ghulam
  - Shammi Kapoor - Professor
- 1964
  - Sunil Dutt - Mujhe Jeene Do
  - Ashok Kumar - Gumrah
  - Rajendra Kumar - Dil Ek Mandir
- 1965
  - Dilip Kumar - Leader
  - Rajendra Kumar - Ayee Milan Ki Bela
  - Raj Kapoor - Sangam
- 1966
  - Sunil Dutt - Khandan
  - Raaj Kumar - Kaajal
  - Rajendra Kumar - Arzoo
- 1967
  - Dev Anand - Guide
  - Dharmendra - Phool Aur Patthar
  - Dilip Kumar - Dil Diya Dard Liya
- 1968
  - Dilip Kumar - Ram Aur Shyam
  - Manoj Kumar - Upkar
  - Sunil Dutt - Milan
- 1969
  - Shammi Kapoor - Brahmachari
  - Dilip Kumar - Aadmi
  - Dilip Kumar - Sunghursh
- 1970
  - Ashok Kumar - Aashirwad
  - Rajesh Khanna - Aradhana
  - Rajesh Khanna - Ittefaq
- 1971
  - Rajesh Khanna - Sachaa Jhutha
  - Dilip Kumar - Gopi
  - Sanjeev Kumar - Khilona
- 1972
  - Rajesh Khanna - Anand
  - Dharmendra - Mera Gaon Mera Desh
  - Rajesh Khanna - Kati Patang
- 1973
  - Manoj Kumar - Be-Imaan
  - Rajesh Khanna - Amar Prem
  - Rajesh Khanna - Dushmun
- 1974
  - Rishi Kapoor - Bobby
  - Amitabh Bachchan - Zanjeer
  - Dharmendra - Yaadon Ki Baaraat
  - Rajesh Khanna - Daag: A Poem of Love
  - Sanjeev Kumar - Koshish
- 1975
  - Rajesh Khanna - Avishkaar
  - Dharmendra - Resham Ki Dori
  - Dilip Kumar - Sagina
  - Manoj Kumar - Roti Kapda Aur Makaan
  - Rajesh Khanna - Prem Nagar
- 1976
  - Sanjeev Kumar - Aandhi
  - Amitabh Bachchan - Deewaar
  - Manoj Kumar - Sanyasi
  - Sanjeev Kumar - Sholay
  - Uttam Kumar - Amanush
- 1977
  - Sanjeev Kumar - Arjun Pandit
  - Amitabh Bachchan - Kabhi Kabhie
  - Amol Palekar - Chhoti Si Baat
  - Dilip Kumar - Bairaag
  - Sanjeev Kumar - Mausam
- 1978
  - Amitabh Bachchan - Amar Akbar Anthony
  - Amitabh Bachchan - Aadalat
  - Sanjeev Kumar - Yeh Hai Zindagi
  - Sanjeev Kumar - Zindagi
  - Vinod Khanna - Shaque
- 1979
  - Amitabh Bachchan - Don
  - Amitabh Bachchan - Muqaddar Ka Sikander
  - Amitabh Bachchan - Trishul
  - Sanjeev Kumar - Devata
  - Sanjeev Kumar - Pati Patni Aur Woh
- 1980
  - Amol Palekar - Gol Maal
  - Amitabh Bachchan - Kaala Patthar
  - Amitabh Bachchan - Mr. Natwarlal
  - Rajesh Khanna - Amardeep
  - Rishi Kapoor - Sargam
- 1981
  - Naseeruddin Shah - Aakrosh
  - Amitabh Bachchan - Dostana
  - Raj Babbar - Insaaf Ka Tarazu
  - Rajesh Khanna - Thodisi Bewafaii
  - Shatrughan Sinha - Dostana
  - Vinod Khanna - Qurbani
- 1982
  - Naseeruddin Shah - Chakra
  - Amitabh Bachchan - Lawaaris
  - Amitabh Bachchan - Silsila
  - Kamal Haasan - Ek Duuje Ke Liye
  - Rajesh Khanna - Dard
- 1983
  - Dilip Kumar - Shakti
  - Amitabh Bachchan - Bemisal
  - Naseeruddin Shah - Bazaar
  - Rishi Kapoor - Prem Rog
  - Sanjeev Kumar - Angoor
- 1984
  - Naseeruddin Shah - Masoom
  - Kamal Haasan - Sadma
  - Om Puri - Ardh Satya
  - Rajesh Khanna - Avtaar
  - Sunny Deol - Betaab
- 1985
  - Anupam Kher - Saaransh
  - Amitabh Bachchan - Sharaabi
  - Dilip Kumar - Mashaal
  - Naseeruddin Shah - Sparsh
  - Raj Babbar - Aaj Ki Awaaz
- 1986
  - Kamal Haasan - Saagar
  - Amitabh Bachchan - Mard
  - Anil Kapoor - Meri Jung
  - Kumar Gaurav - Janam
  - Rishi Kapoor - Tawaif
- 1987 - nessun premio
- 1988 - nessun premio
- 1989
  - Anil Kapoor - Tezaab
  - Aamir Khan - Qayamat Se Qayamat Tak
  - Amitabh Bachchan - Shahenshah
- 1990
  - Jackie Shroff - Parinda
  - Aamir Khan - Raakh
  - Anil Kapoor - Eeshwar
  - Rishi Kapoor - Chandni
  - Salman Khan - Maine Pyar Kiya
- 1991
  - Sunny Deol - Ghayal
  - Aamir Khan - Dil
  - Amitabh Bachchan - Agneepath
  - Chiranjeevi - Prathibandh
- 1992
  - Amitabh Bachchan - Hum
  - Aamir Khan - Dil Hai Ki Manta Nahin come Raghu Jetley
  - Anil Kapoor - Lamhe come Virendra Pratap Singh
  - Dilip Kumar - Saudagar come Veeru Singh
  - Sanjay Dutt - Saajan come Aman Verma
- 1993
  - Anil Kapoor - Beta
  - Aamir Khan - Jo Jeeta Wohi Sikandar
  - Amitabh Bachchan - Khuda Gawah
- 1994
  - Shahrukh Khan - Baazigar
  - Aamir Khan - Hum Hain Rahi Pyar Ke
  - Govinda - Aankhen
  - Jackie Shroff - Gardish
  - Sanjay Dutt - Khalnayak
- 1995
  - Nana Patekar - Krantiveer
  - Aamir Khan - Andaz Apna Apna
  - Akshay Kumar - Yeh Dillagi
  - Anil Kapoor - 1942: A Love Story
  - Shahrukh Khan - Kabhi Haan Kabhi Naa
- 1996
  - Shahrukh Khan - Dilwale Dulhania Le Jayenge
  - Aamir Khan - Rangeela
  - Ajay Devgn - Naajayaz
  - Govinda - Coolie No. 1
  - Salman Khan - Karan Arjun
- 1997
  - Aamir Khan - Raja Hindustani
  - Govinda - Saajan Chale Sasural
  - Nana Patekar - Khamoshi: The Musical
  - Nana Patekar - Agni Sakshi
  - Sunny Deol - Ghatak: Lethal
- 1998
  - Shahrukh Khan - Dil To Pagal Hai
  - Anil Kapoor - Virasat
  - Govinda - Deewana Mastana
  - Kamal Haasan - Chachi 420
  - Shahrukh Khan - Yes Boss
- 1999
  - Shahrukh Khan - Kuch Kuch Hota Hai
  - Aamir Khan - Ghulam
  - Ajay Devgn - Zakhm
  - Govinda - Bade Miyan Chote Miyan
  - Salman Khan - Pyaar Kiya To Darna Kya
- 2000
  - Sanjay Dutt - Vaastav: The Reality
  - Aamir Khan - Sarfarosh
  - Ajay Devgn - Hum Dil De Chuke Sanam
  - Manoj Bajpai - Shool
  - Salman Khan - Hum Dil De Chuke Sanam
- 2001
  - Hrithik Roshan - Kaho Naa... Pyaar Hai
  - Anil Kapoor - Pukar
  - Hrithik Roshan - Fiza
  - Sanjay Dutt - Mission Kashmir
  - Shahrukh Khan - Mohabbatein
- 2002
  - Aamir Khan - Lagaan
  - Aamir Khan - Dil Chahta Hai
  - Amitabh Bachchan - Aks
  - Shahrukh Khan - Kabhi Khushi Kabhie Gham
  - Sunny Deol - Gadar: Ek Prem Katha
- 2003
  - Shahrukh Khan - Devdas
  - Ajay Devgn - Company
  - Amitabh Bachchan - Kaante
  - Bobby Deol - Humraaz
  - Vivek Oberoi - Saathiya
- 2004
  - Hrithik Roshan - Koi... Mil Gaya
  - Ajay Devgn - Gangaajal
  - Amitabh Bachchan - Baghban
  - Salman Khan - Tere Naam
  - Shahrukh Khan - Kal Ho Naa Ho
- 2005
  - Shahrukh Khan - Swades
  - Amitabh Bachchan - Khakee
  - Hrithik Roshan - Lakshya
  - Shahrukh Khan - Main Hoon Na
  - Shahrukh Khan - Veer-Zaara
- 2006
  - Amitabh Bachchan - Black
  - Aamir Khan - Mangal Pandey: The Rising
  - Abhishek Bachchan - Bunty Aur Babli
  - Amitabh Bachchan - Sarkar
  - Saif Ali Khan - Parineeta
- 2007
  - Hrithik Roshan - Dhoom 2
  - Aamir Khan - Rang De Basanti
  - Hrithik Roshan - Krrish
  - Sanjay Dutt - Lage Raho Munnabhai
  - Shahrukh Khan - Don - The Chase Begins Again
  - Shahrukh Khan - Kabhi Alvida Naa Kehna
- 2008
  - Shahrukh Khan - Chak De! India
  - Abhishek Bachchan - Guru
  - Akshay Kumar - Namastey London
  - Darsheel Safary - Stelle sulla terra (Taare Zameen Par)
  - Shahid Kapoor - Jab We Met
  - Shahrukh Khan - Om Shanti Om
- 2009
  - Hrithik Roshan - Jodhaa Akbar
  - Aamir Khan - Ghajini
  - Abhishek Bachchan - Dostana
  - Akshay Kumar - Singh Is Kinng
  - Naseeruddin Shah - A Wednesday!
  - Shahrukh Khan - Rab Ne Bana Di Jodi
- 2010
  - Amitabh Bachchan - Paa
  - Aamir Khan - 3 Idiots
  - Ranbir Kapoor - Ajab Prem Ki Ghazab Kahani
  - Ranbir Kapoor - Wake Up Sid
  - Saif Ali Khan - Love Aaj Kal
  - Shahid Kapoor - Kaminey
- 2011
  - Shahrukh Khan - My Name Is Khan
  - Ajay Devgn - Once Upon A Time In Mumbai
  - Hrithik Roshan - Guzaarish
  - Salman Khan - Dabangg
  - Ranbir Kapoor - Raajneeti come Samar Pratap
- 2012
  - Ranbir Kapoor - Rockstar come Janardhan "Jordan" Jakhar
  - Ajay Devgn – Singham
  - Amitabh Bachchan – Aarakshan
  - Hrithik Roshan – Zindagi Na Milegi Dobara
  - Salman Khan – Bodyguard
  - Shah Rukh Khan – Don 2
- 2013
  - Ranbir Kapoor – Barfi! come Barfi
  - Hrithik Roshan – Agneepath come Vijay Deenanath Chauhan
  - Irrfan Khan - Paan Singh Tomar come Paan Singh Tomar
  - Manoj Bajpai – Gangs of Wasseypur come Sardar Khan
  - Salman Khan – Dabangg 2 come Chulbul Pandey
  - Shah Rukh Khan – Jab Tak Hai Jaan come Major Samar Anand
- 2017
  - Aamir Khan – Dangal come Mahavir Singh Phogat
  - Amitabh Bachchan - Pink come Deepak Sehgal
  - Ranbir Kapoor – Ae Dil Hai Mushkil come Ayan Sanger
  - Salman Khan – Sultan come Sultan Ali Khan
  - Shahid Kapoor – Udta Punjab come Tejinder "Tommy" Singh / Gabru
  - Shah Rukh Khan – Fan Gaurav Chandna / Aryan Khanna
  - Sushant Singh Rajput – M.S. Dhoni: The Untold Story come Mahendra Singh Dhoni